# ليونيل وولتر دي روتشيلد
ليونيل والتر روتشيلد (بالإنجليزية: Walter Rothschild)‏، ولد في فبراير 1868 وتوفي في 27 أغسطس 1937، وهو من عائلة روتشيلد، مصرفي بريطاني، وسياسي، وعالم حيوان.

## سيرته
كان والتر روتشيلد الابن الأكبر من ثلاثة أطفال، والوريث لإيما لويز فون روتشيلد واللورد ناتان روتشيلد الذي كان أول بارون من عائلة روتشيلد الثرية صاحبة العلاقات المالية الدولية، وأول يهودي حمل هذا اللقب في بريطانيا.
بسبب صحته المعتلّة تلقى والتر تلقى تعليمه في المنزل. عندما صار شابًا، سافر إلى أوروبا، حيث التحق بالجامعة في بون لمدة عام قبل التحاقه بكلية المجدلية في كامبريدج. في عام 1889، تاركً كامبردج بعد عامين، لانه طُلب منه الذهاب إلى الأعمال المصرفية لدراسة التمويل، لكي يدير أعمال العائلة لاحقا.
في سن السابعة، أعلن أنه سيدير متحفًا لعلم الحيوان، وكطفل، جمع الحشرات والفراشات وغيرها من الحيوانات. من بين حيواناته الأليفة في منزل العائلة في ترينج بارك حيوانات الكنغر والطيور الغريبة. عندما كان صبيًا، جُر روتشيلد عن حصانه والاعتداء عليه من قبل العمال أثناء ركوبه للصيد بالقرب من ترينج، وهي تجربة نسبها شخصياً إلى معاداة السامية. في سن ال 21، ذهب على مضض للعمل في بنك العائلة، NM Rothschild & Sons في لندن. عمل هناك من عام 1889 إلى عام 1908. ومن الواضح أنه كان يفتقر إلى أي اهتمام أو قدرة في المهنة المالية، ولكن لم يكن ليترك العمل حتى عام 1908، في سن ال 40، والتي سُمح له في النهاية بالتخلي عنها. ومع ذلك، أنشأ والديه متحفًا لعلوم الحيوان كتعويض له، ودفعوا فاتورة الحملات الاستكشافية في جميع أنحاء العالم للبحث عن الحيوانات ودراستها.كان روتشيلد يبلغ ارتفاعه 6 أقدام و 3 بوصات (1.91 مترًا)، وكان يعاني من عائق في النطق وكان خجولًا للغاية، ولكن تم التقاط صورته وهو يركب على سلحفاة عملاقة وقاد عربة نقلت إلى أربعة حمر الوحشية إلى قصر باكنجهام ليثبت ان الحمر الوحشية يمكن ترويضها.رغم أنه لم يكن متزوجًا، إلا أن روتشيلد كان لديه عشيقتان، أحدهما أنجبت منه ابنة.

## الصهيونية وإعلان بلفور
بصفته صهيونيًا نشطًا وصديقًا حميمًا لحاييم وايزمان، عمل على صياغة مسودة إعلان الوطن اليهودي في فلسطين. في 2 نوفمبر 1917، تلقى رسالة من وزير الخارجية البريطاني، آرثر بلفور، موجهة إلى منزله في لندن في 148 بيكاديللي. في هذه الرسالة، أعلنت الحكومة البريطانية دعمها لإنشاء «وطن قومي للشعب اليهودي» في فلسطين. أصبحت هذه الرسالة معروفة باسم إعلان بلفور.

## مهنته في علم الحيوان
درس علم الحيوان في كلية روتشيلد ماغدالين، كمبريدج. قابل ألبرت غونتر وأثار اهتمامه حينها التصنيف في الطيور والفراشات.
على الرغم من أن روتشيلد نفسه سافر وجمع انوع حيوانات من أوروبا وشمال إفريقيا لسنوات عديدة، إلا أن عمله وصحته أعاقت اهتماماته من الذهاب إلى بلدان أخرى، وبدأ بذلك بينما كان يعمل في كامبريدج، استأجر عمال آخرين - من المستكشفين وهواة الجمع المحترفين والمقيمين - ليجمعوا له من أماكن نائية وغير معروفة في العالم. كما استأجر اختصاصيي التحنيط، وأمين المكتبة، والأهم من ذلك، علماء محترفين للعمل معه ليرتبوا ويحفظوا المجموعات المكتوبة الناتجة:
- إيرنست هارترت، للطيور، من عام 1892 وحتى تقاعده عن عمر يناهز 70 عام 1930
- وكارل جوردن لعلم الحشرات، من عام 1893 حتى وفاة روتشيلد في عام 1937.

ضمت مجموعة روتشيلد في أوجها 300000 من الطيور و 200000 بيضة طيور و 220000000 من الفراشات و 30000 خنفساء، بالإضافة إلى الآلاف من عينات الثدييات والزواحف والأسماك. لقد شكّلوا أكبر مجموعة خاصة من الحيوانات تم جمعها على الإطلاق من قبل فرد واحد.
وقد سميت زرافة باسم روتشيلد (باللاتينية: Giraffa camelopardis rotschildi)‏، وهي نوع فرعي من الزرافات مكون من خمسة عناصر عظمية بدلاً من اثنين. وهناك 153 حشرة أخرى و 58 طائر و 17 من الثدييات وثلاث أسماك وثلاثة عنكبوت وزاحفتان وألف ميليبيدي ودودة واحدة تحمل اسمه أيضًا.افتتح روتشيلد متحفه الخاص في عام 1892. وكان يضم واحدة من أكبر مجموعات التاريخ الطبيعي في العالم وكان مفتوحًا للجمهور. في عام 1932، اضطر لبيع الغالبية العظمى من مجموعته للطيور إلى المتحف الأمريكي للتاريخ الطبيعي بعد ابتزازه من قبل عشيقته السابقة. عند وفاته في عام 1937، سُلم المتحف وجميع محتوياته بحسب وصيته إلى المتحف البريطاني (الذي كان متحف التاريخ الطبيعي في لندن آنذاك جزءًا منه)، وهو أكبر تبرع حصلت عليه المؤسسة على الإطلاق.
متحف والتر روتشيلد لعلوم الحيوان في ترينج هو الآن قسم من متحف التاريخ الطبيعي.
حصل روتشيلد على الدكتوراه الفخرية من جامعة جيسن في عام 1898، وانتخب أمينًا للمتحف البريطاني في عام 1899 وانتخب زميلًا للجمعية الملكية في عام 1911.

## روابط خارجية
- ليونيل وولتر دي روتشيلد على موقع الموسوعة البريطانية (الإنجليزية)